# كرز (بارجة حربية)
البارجة الحربية كرز: هي سفينة إيرانية هجومية سريعة من طراز كامان. مزودة بصواريخ سطح-سطح وصواريخ رادارية متطورة. تخدم في الأسطول الجنوبي للبحرية الإيرانية. وتُعَد إحدى البارجات الحربية القاذفة للصواريخ، حيث لها القدرة على إطلاق صاروخ محراب الإيراني. وتُعتبَر أصغر سفينة حربية في العالم تشغل مثل هذا الصاروخ. وهي إحدى السفن الحربية الإيرانية القادرة على إطلاق صواريخ أرض-جو إعتباراً من عام 2020م. شاركت هذه البارجة في حرب الخليج الأولى وخضعت لعدة عمليات من التطوير والتحديث كان آخرها عام 2021م ولفترة 6 أعوام. وأصبحت جاهزة لأداء مهماتهما في المياه البعيدة والمحيطات والممرات المائية الدولية.

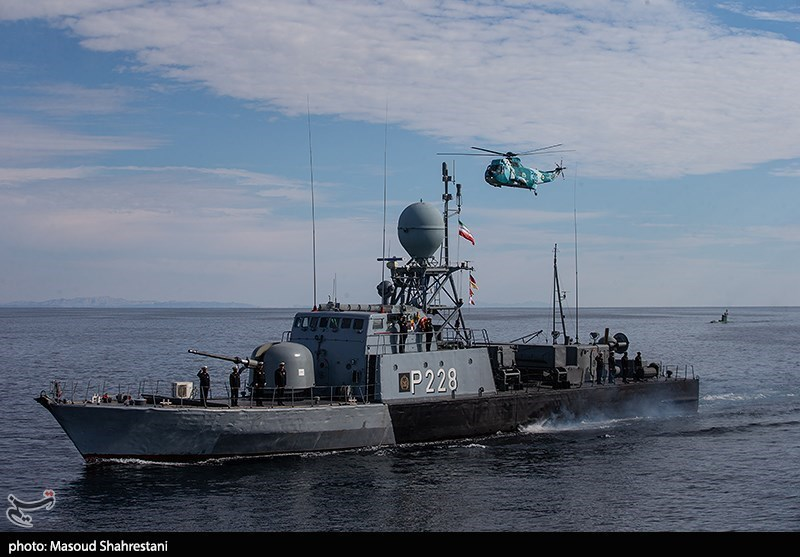
البارجة الحربية كرز في مناورات ذو الفقار 1401 العسكرية

## التأريخ
شاركت البارجة العسكرية الإيرانية كرز، في الحرب العراقية الإيرانية، وخلال تلك الفترة تم تعيين البارجة كرز في قاعدة بوشهر البحرية. ومن عام 1996م إلى عام 1998م، خضعت البارجة لعدة عمليات من التطوير والتحديث، كان آخرها عام 2021م.

## الإنضمام للبحرية الإيرانية بعد التطوير
في عام 2021م، دخلت البارجة العسكرية الإيرانية كرز، بالإضافة إلى بارجة خنجر الإيرانية القاذفة للصواريخ الخدمة في القوة البحرية لجيش الجمهورية الإسلامية الإيرانية بعد خضوعهما لعمليات تحديث وتطوير وصيانة أساسية. وجرت مراسم إنضمام البارجتين للقوة البحرية صباح يوم الثلاثاء 21 كانون الأول/ ديسمبر 2021م. بحضور قائد القوة البحرية للجيش الإيراني الأدميرال شهرام ايراني ومساعد رئيس الجمهورية للشؤون العلمية سورنا ستاري. وخضعت البارجة كرز لعمليات تطوير وتحديث لفترة 6 أعوام فيما خضعت البارجة خنجر أيضاً لعمليات تحديث وتطوير لفترة 4 أعوام. وخلال هذه المراسم أزيح الستار أيضاً عن محرك (مكران)، وهو أول محرك بحري إيراني الصنع بقوة 3600 حصان، في قاعدة آذر السابعة التابعة للبحرية الإيرانية.

## المواصفات
تتصف البارجة الهجومية الإيرانية بطولها البالغ 47 متر (154 قدماً و2 بوصة)، وعرضها 7.1 متر (23 قدماً و4 بوصات)، وسرعتها 36 عقدة (67 كيلومتر/ ساعة)، وإزاحتها تبلغ 249 طن، وبحمولة كاملة تبلغ 275 طن. وتَستَخدِم 4 محركات ديزل من طراز (MTU 16V538 TB91)، بقوة 14400 حصان (10.7 ميجاوات).

## إطلاق صواريخ محراب
في 1 يناير عام 2012م، أطلقت البارجة العسكرية كرز ولأول مرة صاروخ محراب الإيراني، وهو أول إختبار تشغيلي له. وذلك في مناورات الولاية 90. وهي مناورات بحرية كبرى إنطلقت يوم السبت 24 كانون الاول/ ديسمبر 2011م، شرق مضيق هرمز وبحر عمان وشمال المحيط الهندي وذلك باستعراض عسكري للوحدات المشاركة في المناورات بما فيها البوارج والمدمرات وقاذفات الصورايخ والغواصات الثقيلة والخفيفة والفرقاطات ووحدات الطيران. وقد أطلقت البارجة صاروخ محراب لأول مرة، وتم ذلك الإختبار بنجاح. ومحراب، هو صاروخ بحر-جو متوسط المدى إيراني محلي الصنع لا ترصده الرادارات، فقد تم تجهيزه بأحدث التقنيات والمنظومات الذكية لمواجهة الرادارات بحيث لا يمكن التأثير في توجيهه. ومن مميزاته الأخرى القدرة على إصابة الأهداف الجوية غير المرئية والأنظمة الذكية. كما ويتميز الصاروخ المحلي الصنع بقدرته على تحويل مساره عند إطلاقه بمجرد تعرضه للتشويش واستهداف مصادر التشويش، كما يتميز بقدرته على إصابة قطعات العدو البحرية. كما يُعَد منصة متقدمة للدفاع الجوي أمام أي إعتداء لطائرات معادية على جمهورية إيران ويُعتبَر من أبرز التطورات في القدرات العسكرية الإيرانية، وخاصةً ان هذه الأنواع من الصواريخ المضادة للأجسام الطائرة كانت تُستَخدَم من البر أو محمولة على الكتف إلا ان المناورات كشفت عن قدرات إيرانية دفاعية جوية في البحر. ويشكل صاروخ محراب من حيث الدقة والوظيفة دليلاً واضحاً حول قدرة إيران على التحرك العسكري في مياهها الإقليمية وعزمها على الدفاع عن مصالحها الحيوية.

## التسليح
تم تزويد البارجة كرز الحربية القاذفة للصواريخ بقذائف مضادة للسطح والجو، ورادارات حديثة، ومنظومات تشويش وتمويه راداري في البحر. بالإضافة إلى تزويدها بصواريخ سطح-سطح وصواريخ رادارية متطورة.